# Iosif Hodoș
Iosif Hodoș (Hodoșiu) (Mezőbánd, 1829. október 20. – Nagyszeben, 1880. december 9.) román politikus.

## Élete
Ortodox papi családban született a mezőségi Mezőbándon. Középfokú tanulmányait Marosvásárhelyen, Balázsfalván és a kolozsvári piaristáknál végezte.
1848 tavaszán az első balázsfalvi gyűlés titkára volt. 1848. július 16-án, a gimnázium elvégzése után ikertestvérével visszatért szülőfalujába. Az év őszén a Nyugat-Mezőségen lándzsás alakulatot szervezett. Az év végén Kolozsvár prefektusává nevezték ki. Bem elől Naszódon és Bukovinán át Moldvába menekült, ahol a cári csapatok letartóztatták. Megszökött a fogságból, Bukarestbe ment, majd 1849 júliusában visszatért Erdélybe.
Alexandru Papiu Ilariannal és Simion Bărnuțiuval Bécsbe ment, hogy jogot tanuljon. 1852-ben azonban Padovában folytatta tanulmányait és ott is szerzett jogi doktorátust 1854-ben. 1854-től 1857-ig Elekes László abrudbányai ügyvéd mellett bojtárkodott. 1857-ben feleségül vette Anát, Simion Balint lányát. Gyermekeik közül Enea, Nerva és Alexandru (Ion Gorun néven) irodalmi pályát futottak be.
1858-ban közjegyzői irodát nyitott Abrudbányán. 1861-ben megválasztották Zaránd vármegye alispánjává. Ekkor Körösbányára költözött. 1876-ban, Zaránd vármegye feloszlatása után Nagyszebenben telepedett le.

## Politikai pályafutása
1861-ben George Bariț a legradikálisabb erdélyi román politikusként jellemezte. Zaránd vármegye alispáni tisztjét a megye újjászervezésétől újbóli megszüntetéséig, 15 éven keresztül látta el. A túlnyomóan román lakosságú vármegye közigazgatási nyelve az első tíz évben a román volt. Az elmaradott vidéken húsznál több népiskolát szervezett. Hivatali idejére esik a brádi román gimnázium fölállítása is.
1865-től 1878-ig a brádi kerületet képviselte a pesti országgyűlésben. 1870. február 11-én a Nemzeti Színház állami támogatásának képviselőházi vitájában javaslatot tett állami pénzből egy román színházi alap felállítására. Miután Deák Ferenc is elismerte, hogy az állam a különböző anyanyelvű adófizetők pénzéből nem segélyezheti csak a magyar nyelvű kultúrát, a képviselők úgy döntöttek, hogy a magyar Nemzeti Színháznak sem szavaznak meg állami támogatást.
1870. április 23-án Alexandru Mocsonyi és Svetozar Miletić mellett nemzetiségi részről egyik aláírója volt a függetlenségi párti és a nemzetiségi képviselők közös alkotmánytervezetének, amely önkormányzati alapon széles körű nyelvhasználati jogot adott volna az egyes nemzetiségeknek.
1873-ban Zaránd megye közgyűlésének román nyelvhasználati jogáért küzdött, amelyet a belügyminiszter rendeletileg szüntetett meg.

## Tudományos tevékenysége
Románra fordította Dimitrie Cantemir Descriptio Moldaviae és Incrementa atque Decrementa Aulae Otomanicae című műveit. 1867-ben tagjává választotta a Román Akadémia.